# Riflesso di Cushing

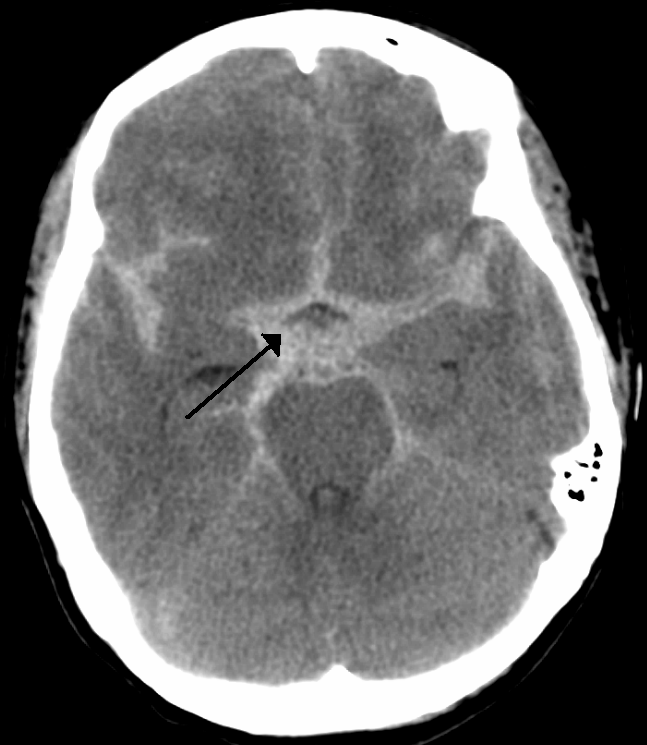
Emorragia subaracnoidea vista in una scansione TC (è indicata dalla freccia). Essa può comportare un danno al cervello che potrebbe dare inizio o peggiorare i sintomi del riflesso Cushing.

Riflesso di Cushing (o risposta vasopressoria, effetto Cushing, reazione di Cushing, fenomeno di Cushing, risposta di Cushing o legge di Cushing) è una risposta fisiologica del sistema nervoso all'aumento della pressione intracranica, che si traduce nella “triade di Cushing”: ipertensione, respiro irregolare e bradicardia. Di solito si manifesta nelle fasi terminali del trauma cranico acuto e può indicare un'ernia cerebrale imminente; può anche essere visto dopo la somministrazione endovenosa di adrenalina e simili.
È stato descritto per la prima volta in dettaglio dal neurochirurgo americano Harvey Cushing nel 1901.
Il riflesso viene attivato in risposta all'aumento della pressione intracranica, al fine di ripristinare la normale circolazione arteriosa cerebrale.

## Fisiopatologia
L'origine del riflesso è data da un aumento a seguito di un processo patologico della pressione intracranica, che porta ad una occlusione delle arterie cerebrali e conseguente ipossia del tessuto da esse irrorato. Aree predisposte al rilevamento di un basso apporto sanguigno al sistema nervoso centrale si attivano causando inizialmente un rapido aumento del tono ortosimpatico, causando sia un aumento della pressione arteriosa che un aumento della frequenza cardiaca (tachicardia). L'attivazione simpatica può a questo punto permettere alla pressione arteriosa di raggiungere e superare quella intracranica, e permettere quindi un ripristino dell'irrorazione del tessuto nervoso; se invece l'aumento della pressione arteriosa non è sufficiente, il persistere dell'ischemia porta successivamente ad un'ischemia cerebrale.
La seconda fase del riflesso di Cushing è data dall'attivazione del sistema parasimpatico mediata dai barocettori arteriosi (situati a livello del seno carotideo e dell'arco aortico) che rilevano l'aumento pressorio e attivano il nervo vago, stimolando una bradicardia. L'attivazione parasimpatica in questo contesto viene ritenuta una delle cause della formazione delle cosiddette ulcere di Cushing.
Il persistere dell'elevata pressione intracranica e dell'ipertensione arteriosa indotta dal sistema ortosimpatico induce una terza fase durante la quale tronco e bulbo, ormai molto compressi, iniziano a presentare anomalie a livello dei nuclei respiratori bulbari, che inducendo irregolarità nel ritmo respiratorio e/o apnea.

## Clinica
Il riflesso si manifesta con la "triade di Cushing", costituita da:
- irregolarità nel respiro, con tendenza alla bradipnea
- ipertensione arteriosa
- bradicardia